# Summoning
Summoning là 1 ban nhạc experimental atmospheric black metal. Phong cách của họ được diễn tả như là "Tolkien Metal". Bởi vì lời nhạc của hầu hết các album họ phát hành đều đề cập đến thế giời thần thoại trong Middle-Earth của J.R.R Tolkien. Một biệt lệ đáng chú ý cho điều này là album Stronghold
Summoning được thành lập vào năm 1993 bởi Silenius(tên thật là Michael Gregor), Protector(tên thật là Richard Lederer) và Trifixion(tên thật là Alexander Trondl). Trước khi thành lập Summoning, Protector đang chơi trống trong 1 band thrash/death metal cổ điển tên Marlignom và đã theo học chơi trống 4 năm tại trường âm nhạc. Silenius là thành viên của 1 band doom metal tên Shadow Vale khi anh 16 tuổi và đã trải qua một vài năm học dương cầm tại trường âm nhạc. Trước Summoning, Silenius đã chơi nhạc cùng với Pazuzu (Ray Wells) trong ban nhạc Cromm. Trifixion chơi cho Pervertum
Summoning đã thu âm 2 demo (Upon the Viking's Stallion and Anno Mortiri Domini), đồng thời 1 album chung với Pazuzu và 1 cuốn băng gồm 5 bài hát trong Lugburz. Gần như tất cả những bài hát từ demo đã không được phát hành hoặc có mặt trong các CD sau đó ở những phiên bản khác nhau.
Những bản demo được bán khá đắt trong 1 cửa hàng thu âm tại Viên, tên là 'Why Not'. Thời gian sau Silenius đồi lần cộng tác với Thomas Tannenberger, cuối cùng dẫn đến việc khai sinh ra Abigor. Silenius kết thúc tất cả những xuất phẩm cho Abigor với vai trò ca sĩ chính (ngoại trừ những bản demo) cho đến năm 1999. Album đầu tiên của Abigor được thu âm cho hãng Napalm Records, đã dẫn Silenius đến với sự thỏa thuận từ Napalm Pazuzu cho việc mượn một vài ca sĩ và viết một vài lời nhạc. Lugburz mang phong cách black metal truyền thống và rất khác những xuất phẩm sau này mà ban nhạc theo đuổi.
Ban nhạc tiếp tục với 2 thành viên sau sự ra đi của Trifixion, phát hành album Minas Morgul vào năm 1995. Đây là xuất phẩm đầu tiên theo phong cách mới của ban nhạc, 1 phong cách epic và atmospheric, dựa hoàn toàn vào guitar như là 1 nhạc cụ nền và hầu như điện tử là chính, chơi lại những bài hát đã thu âm trước đây. Dol Guldur, phát hành năm 1996, tiếp tục với phong cách trên và chịu ảnh hưởng từ 1 dự án của Projector tên Ice Ages. Lời nhạc vẫn ảnh hưởng của J.R.R Tolkien. Vào năm 1997, EP Nightshade Forests được phát hành, và được bao gồm trong những pressing gần đây của Dol Guldur.Sau đó, ban nhạc tạm nghỉ trong gần 2 năm, và cũng dừng công việc của rất nhiều dự án. Nhưng đến năm 1999, Summoning trở lại với Stronghold, album vẫn theo phong cách cũ của Summoning, tập trung hơn vào guitar để tạo ra những giai điệu hơn là keyboard và điện tử so với những xuất phẩm trước.
Trong khoảng đầu năm 2001, album Let Mortal Heroes Sing Your Frame được phát hành. Xuất phẩm này được xem như là 1 sự pha trộn giữa phong cách cũ và mới của Summoning, với keyboard epic và poyphonic hơn trong khi guitar thêm vào 1 phong cách đánh phức tạp từ Stronghold. Thời gian này, ban nhạc sử dụng nhiều những mẫu ngôn ngữ nói để mang đến 1 phong cách sâu sắc hơn cho những bài hát và là lần đầu tiên ban nhạc trình diễn với 1 giọng hát trong, rõ trong bản Farewell. 1 lần nữa, toàn bộ lời nhạc dựa theo tác phẩm Middle Earth của Tolkien. Nhưng cũng là lần đầu tiên album được kết hợp với một vài nguồn cảm hứng từ văn phong huyền ảo của Micheal Moorcock. Vào năm 2003, họ phát hành EP Lost Tales, gồm nhưng phần còn lại từ Dol Guldur
Năm 2006, Oath Bound được phát hành, xuất phẩm bao gồm tất cả những chất liệu mới. Ban nhạc đã có 1 kì nghỉ dài giữa 2 album mới vì những vấn đề cuộc sống cá nhân của các thành viên, dẫn đến việc thiếu hụt ý tưởng. Album mô tả 1 nét đặc biệt của phong cách guitar "relaxed arpeggio" (bí T___T), mang đến 1 cảm giác epic hơn cho âm thanh. Họ cũng được trang bị tốt hơn cho album này và có thể tạo ra những giọng hát hay hơn những gì trước đây. 1 mini CD đã được phát hành vào năm 2007 bao gồm ít nhất 1 bài hát đã không được đưa vào Oath Bound vì vấn đề kích cỡ. Tuy nhiên, Protector thích có 1 album đầy đủ hơn, nhưng điều đò phụ thuộc vào nguồn cảm hứng của Silenius cho việc bắt đầu 1 bài hát mới.
Trong album đầu tay Lugburz, Summoning đã cho thấy 1 đặc điểm âm nhạc của 1 ban nhạc raw, black metal truyền thống, mặc dù có duy nhất một loại âm thanh cho các tác phẩm, đưa ra 1 thang âm khá hùng vĩ hơn những gì black metal thường làm. Sau album này, ban nhạc bắt đầu phát triển một phong cách nặng nề hơn, chậm và epic hơn cho âm nhạc của mình. Tiêu biểu là album Let Mortal Heroes Sing Your Fame vào năm 2001 và đặc biệt là nỗ lực gần đây nhất của họ cho Oath Bound. Âm thanh đặc trưng của họ được miêu tả bằng những tiếng guitar nhỏ, tĩnh lặng và thường thấp trong các bản phối cùng với tiếng trống điện tử có sự vang dội đã mang đến 1 cảm giác rất sâu trong các giai điệu. Những giai điệu mạnh của keyboard và điện tử, bắt chước 1 dàn giao hưởng thường chiếm ưu thế trong phần phối còn lại từ saturated drums. Ca sĩ vẫn hát theo phong cách black metal truyền thống, tuy nhiên giọng thường được dùng hiệu ứng vọng âm một cách nặng nề hơn, một lần nữa mang đến âm thanh epic và roomy của ban nhạc. Giọng nam cũng đã xuất hiện trong Oath Bound.